# Gustav Droysen

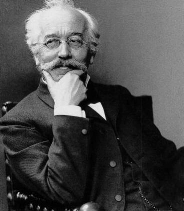
Gustav Droysen

Johann Gustav Ferdinand Droysen, född 10 april 1838 i Berlin, död 10 november 1908 i Halle an der Saale, var en tysk historiker. Han var son till Johann Gustav Droysen och bror till Hans Droysen. 
Droysen blev e.o. professor i Göttingen 1869 och professor i historia i Halle 1872. Han är främst känd för sina arbeten om trettioåriga kriget. I Gustav Adolf (1869-70; del 1 översatt till svenska 1869) försöker han under stark beundran för den svenske kungen framställa honom som en modern politiker, för vilken de religiösa frågorna var av mera underordnad betydelse. Bernhard von Weimar (två band 1885) framhåller starkt hertig Bernhards roll, bland annat beträffande slaget vid Nördlingen, på Gustaf Horns bekostnad. 
Till dessa huvudarbeten ansluter sig Schriftstücke von Gustav Adolf, zumeist an evangelische Fürsten Deutschlands (1877) samt Das Zeitalter des dreißigjährigen Krieges (i Wilhelm Onckens "Allgemeine Geschichte in Einzeldarstellungen", 1888). I den av Droysen grundade serien "Hallesche Abhandlungen zur neueren Geschichte" förekommer åtskilliga bidrag till trettioåriga krigets historia, varjämte han här i vissa fall lät någon av sina lärjungar uppträda till hans försvar mot de berättigade angrepp för på en gång ytlighet och överdriven kritik, som under senare tid riktades mot honom. Ganska mycket använd var den av Droysen utgivna Allgemeiner historischer Handatlas (1885). Han invaldes som ledamot av Vetenskapssocieteten i Uppsala 1887.